# لغزانه چرخ

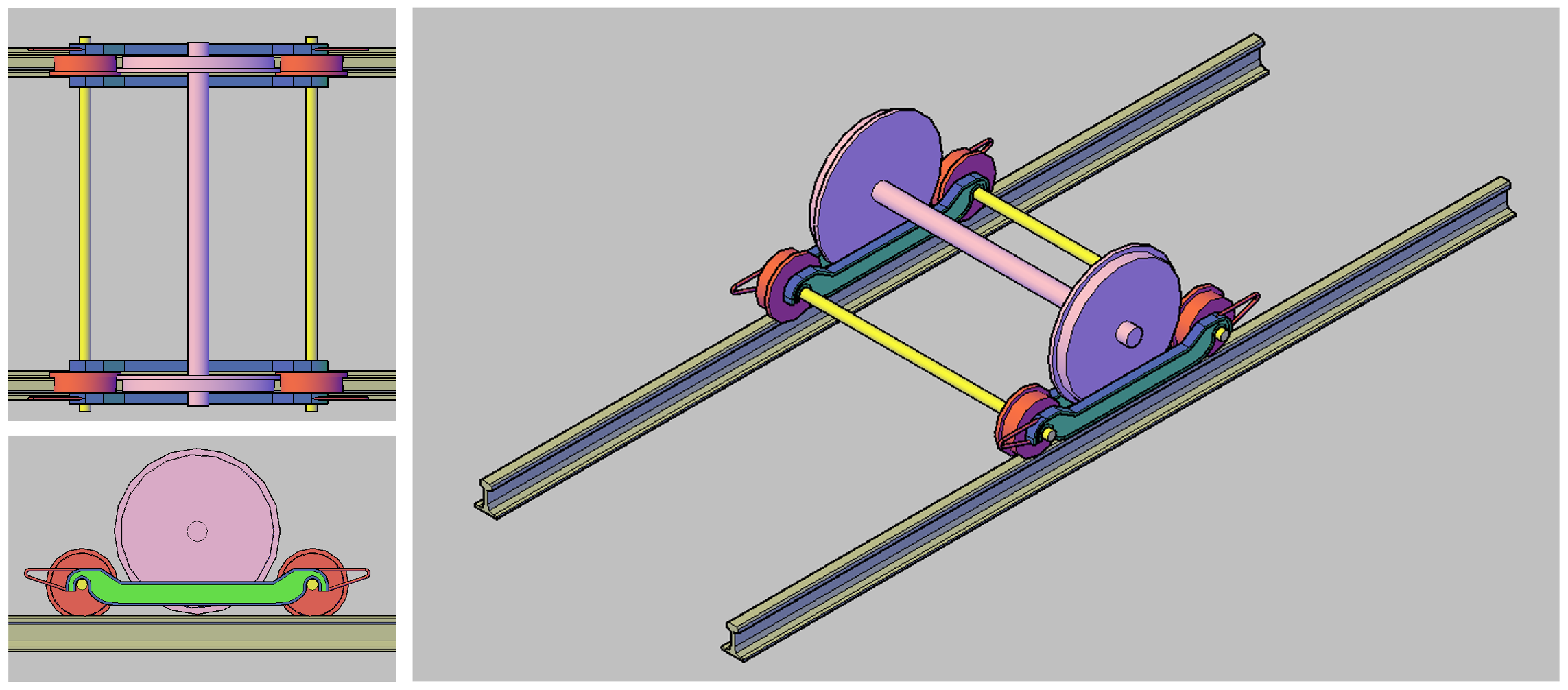
لغزانه چرخ

لَغزانۀ چَرخ وسیله‌ای است که در هنگام قفل‌شدگی یک چرخ واگن یا لوکوموتیو باعث حرکت لغزشی روان آن بر روی ریل حرکتی می‌شود.. از این وسیله برای بلند کردن ریل آسیب‌دیده استفاده می‌شود به صورتی که قطار بتواند دوباره بروی ریل لغزیده و برای تعمیر برده شود. از لغزانه‌های چرخ هم برای خطوط آهن مسافری و هم برای خطوط آهن باری استفاده می‌شود.